# G.Agrahara, Madhugiri
G.Agrahara là một làng thuộc tehsil Madhugiri, huyện Tumkur, bang Karnataka, Ấn Độ.